# Onsbjerg Sogn
Onsbjerg Sogn var et sogn i Århus Domprovsti (Århus Stift). Sognet blev nedlagt 1. maj 2014, hvor alle 5 sogne på Samsø blev lagt sammen til Samsø Sogn.
I 1800-tallet var Onsbjerg Sogn et selvstændigt pastorat. Det hørte til Samsø Herred i Holbæk Amt. Onsbjerg sognekommune indgik i Samsø Kommune, der blev dannet 1. april 1962 og ved kommunalreformen i 1970 blev overført fra Holbæk Amt til Århus Amt.
Stednavne, se Samsø Sogn.